# Contea di Mei
La contea di Mei (陇县S, Méi XiànP) è una contea della Cina, situata nella provincia dello Shaanxi e amministrata dalla prefettura di Baoji.